# Fred Rodriguez
Fred Rodriguez (Bogotà, 3 settembre 1973) è un ex ciclista su strada statunitense, professionista dal 1996 al 2015. In carriera si è aggiudicato una tappa al Giro d'Italia e quattro titoli nazionali in linea.

## Carriera
Soprannominato "Fast Freddie" per le sue capacità di velocista, in carriera ha conquistato per quattro volte la prova in linea ai campionati statunitensi su strada. È cresciuto, ciclisticamente parlando, insieme ad altri grandi corridori statunitense fra i quali Lance Armstrong, Bobby Julich e George Hincapie. Nel suo palmarès tra i professionisti si contano una trentina successi, la maggior parte dei quali ottenuti in volata. Il suo miglior piazzamento in una grande corsa è stato invece il secondo posto alla Milano-Sanremo 2002, alle spalle di Mario Cipollini.
Passato professionista nel 1996 con la Saturn, dal 1999 al 2007 ha gareggiato in Europa. Dal 2008 al 2009 ha quindi corso per la squadra statunitense Rock Racing, per poi ritirarsi. Nel 2011 è tornato alle corse con la piccola squadra Team Exergy, e nel 2013 si è accasato alla Jelly Belly presented by Kenda.

## Palmarès
- 1995

Lancaster Classic
3ª tappa, 2ª semitappa Regio-Tour
- 1996

Classifica generale International Cycling Classic
1ª tappa Milwaukee Fresca Classic
9ª tappa Milwaukee Fresca Classic
Classifica generale Milwaukee Fresca Classic
- 1997

5ª tappa Redlands Classic
8ª tappa Internationale Niedersachsen-Rundfahrt
- 1998

Early Bird Road Race
2ª tappa Tour de Langkawi
5ª tappa Tour de Langkawi
3ª tappa, 2ª semitappa Internationale Niedersachsen-Rundfahrt
- 1999

Schaal Sels
1ª tappa, 2ª semitappa Tour de Langkawi
7ª tappa Tour Trans-Canada
- 2000

Campionati statunitensi, Prova in linea
First Union Classic
5ª tappa Quatre Jours de Dunkerque
7ª tappa Internationale Niedersachsen-Rundfahrt
10ª tappa Internationale Niedersachsen-Rundfahrt
2ª tappa Tour de Suisse (Uster > Rheinfelden)
- 2001

Campionati statunitensi, Prova in linea
Philadelphia International Championship
1ª tappa Tour de Luxembourg
- 2003

3ª tappa Tour de Georgia
4ª tappa Tour de Georgia
2ª tappa Tour de Rhodes
- 2004

Campionati statunitensi, Prova in linea
Wachovia Classic
9ª tappa Giro d'Italia (Policoro > Carovigno)
- 2005

1ª tappa Grand Prix Internacional Costa Azul (Setúbal > Setúbal)
- 2006

4ª tappa Tour de Georgia
- 2007

6ª tappa Tour de Georgia
- 2013

Campionati statunitensi, Prova in linea

### Altri successi
- 2003

Classifica punti Tour de Georgia
- 2006

Classifica punti Tour de Georgia

## Piazzamenti

### Grandi Giri
- Giro d'Italia

2004: 99º
- Tour de France

2000: 86º
2001: ritirato (13ª tappa)
2002: fuori tempo (16ª tappa)
2003: ritirato (15ª tappa)
2005: 132º
2006: ritirato (3ª tappa)
2007: ritirato (15ª tappa)
- Vuelta a España

2003: 116º
2006: 109º

### Classiche monumento
- Milano-Sanremo

2001: 110º
2002: 2º
2003: 135º
2005: 48º
- Giro delle Fiandre

2002: 61º
- Parigi-Roubaix

2002: 27º

### Competizioni mondiali
- Campionati del mondo

Colorado Springs 1991 - In linea Juniores: 6º
Oslo 1993 - In linea Dilettanti: 23º
Verona 1999 - In linea: ritirato
Plouay 2000 - In linea: ritirato
Zolder 2002 - In linea: 23º
Hamilton 2003 - In linea: 18º
Verona 2004 - In linea: ritirato
Madrid 2005 - In linea: 59º
Salisburgo 2006 - In linea: 15º
- Giochi olimpici

Sydney 2000 - In linea: 33º